# Vallée-de-Ronsard
Vallée-de-Ronsard é uma comuna francesa na região administrativa do Centro-Vale do Loire, no departamento de Loir-et-Cher. Estende-se por uma área de 19.95 km². Em 2010 a comuna tinha 530 habitantes (densidade: 26,6 hab./km²).
Foi criada em 1 de janeiro de 2019, a partir da fusão das antigas comunas de Couture-sur-Loir (sede da comuna) e Tréhet.